# Nephin
Die Burg Nephin (auch Nephim, arabisch قلعة أنفة, DMG Qalʿat Anfa) ist eine ehemalige Kreuzfahrerburg im heutigen Libanon.

## Lage
Die Burg lag auf einer schmalen Halbinsel im Ort Enfe am Mittelmeer, ca. 8 km südwestlich von Tripolis.

## Geschichte
Die Burg wurde im 12. Jahrhundert errichtet und bildete das Zentrum der Herrschaft Nephin in der Grafschaft Tripolis. Als Herren von Nephin wird ab 1163 die okzitanische Adelsfamilie Renouard (auch Raynouard) genannt. Obwohl wiederholt belagert, wurde die Burg nie von den Muslimen erobert. 1282 wurde die Burg vom Grafen von Tripolis als Gefängnis für die Brüder Guido II., Johann und Balduin von Gibelet genutzt, die gegen den Grafen rebelliert hatten und die er hier schließlich lebendig begraben ließ. Die Burg wurde 1289, nachdem die Mamluken Tripolis erobert hatten, von den Franken aufgegeben und kampflos geräumt. Die Mamluken-Sultane ließen die Burg schleifen. Von der ehemaligen Burganlage sind heute nur noch der tief in den Fels geschnittene Graben zu erkennen, der die Halbinsel vom Festland trennte, sowie einige vereinzelte Bossensteine.